# Art mudèjar

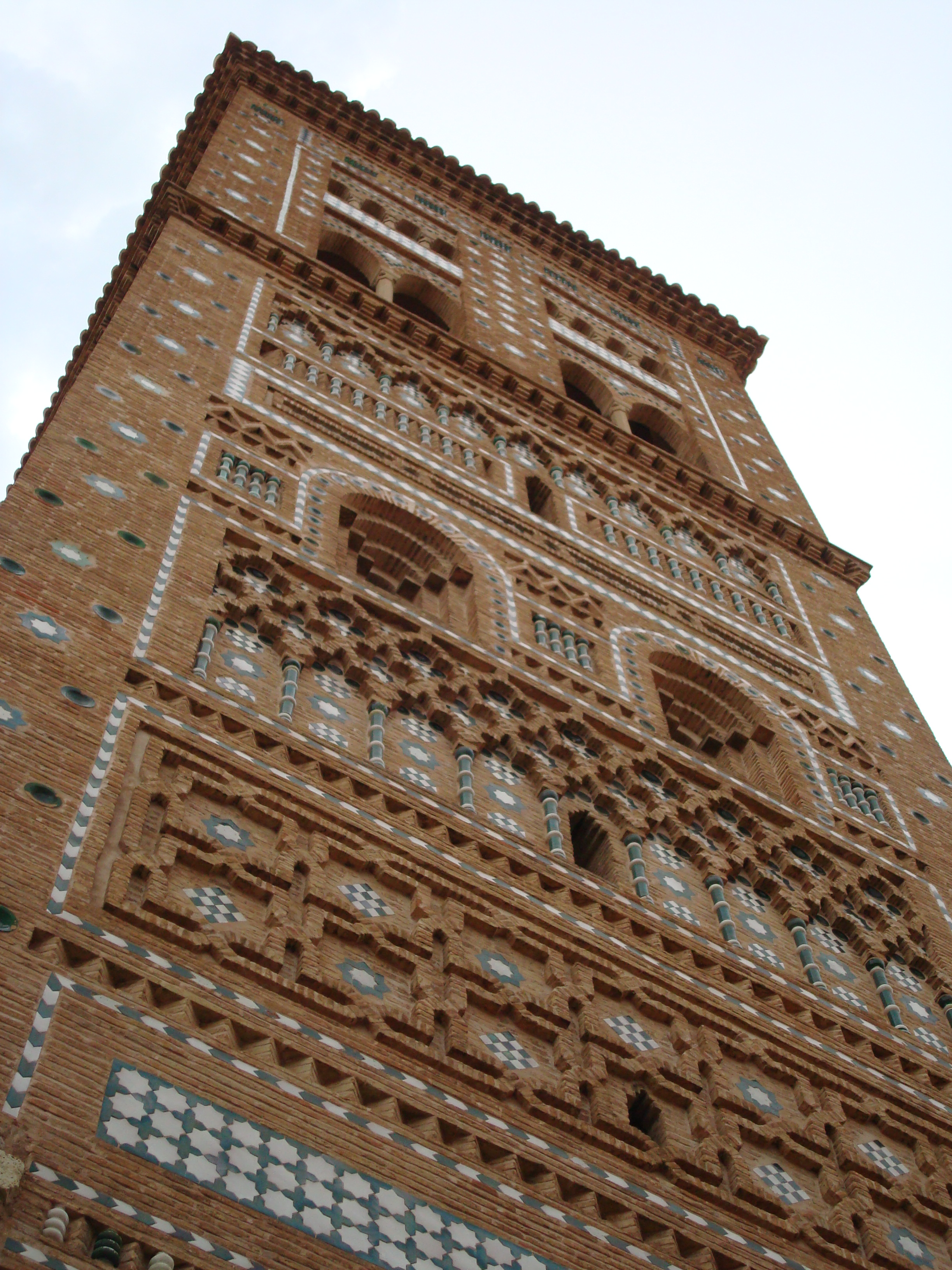
Torre mudèjar de la catedral de Terol

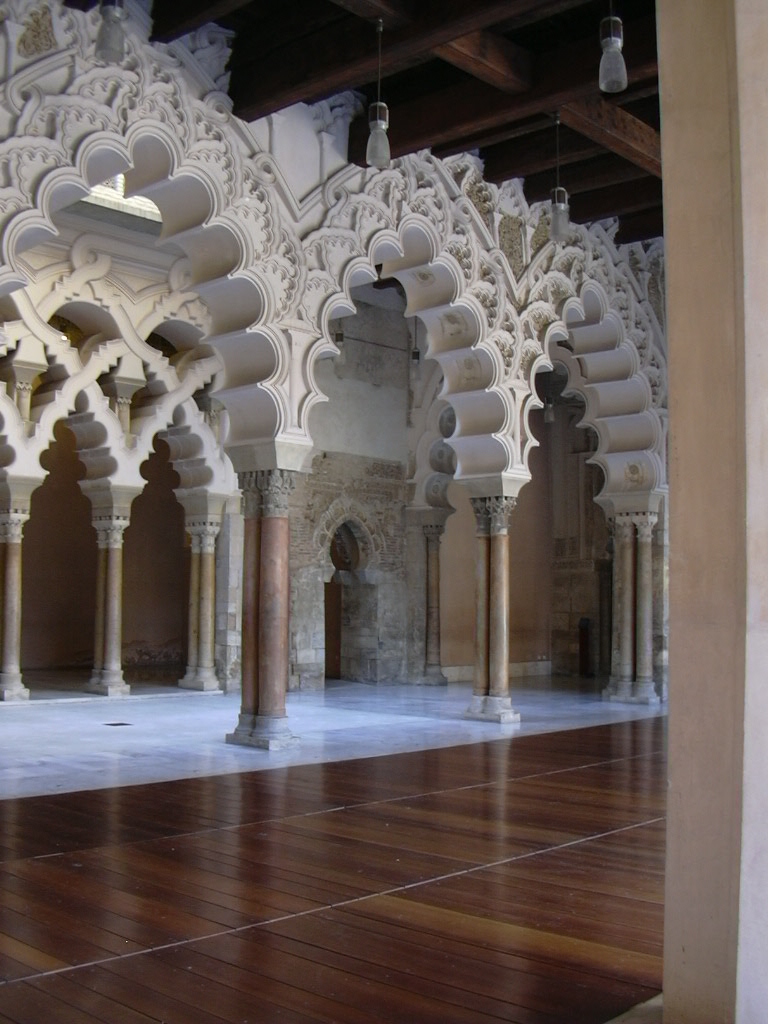
Palau de l'Aljaferia a Saragossa

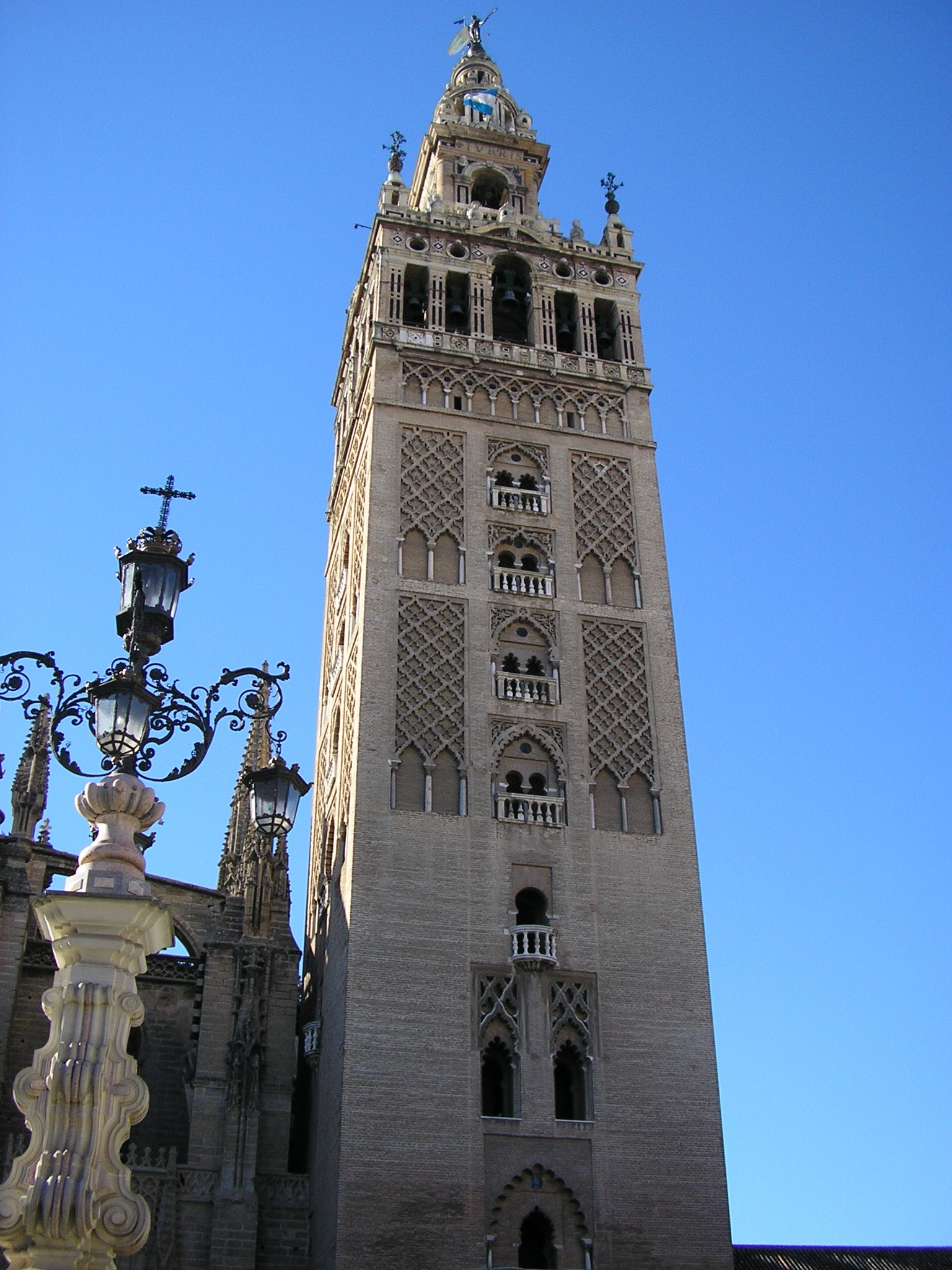
La Giralda de Sevilla

Des del segle xix, s'ha considerat que l'art mudèjar és el que practicaven els mudèjars i moriscos als territoris cristians de la península Ibèrica. Tingué lloc del segle xii al xvi, i fou un fenomen autòcton i exclusivament hispànic, tot i que també arribà a viatjar a Amèrica, a les colònies espanyoles. Bàsicament, és un estil per a cristians però que incorpora influències, elements o materials d'estil hispanomusulmà. Avui, part de la historiografia de l'art hispànic posa en dubte fins i tot l'existència de l'art mudèjar en tant que estil artístic.

## Estil artístic
En aquest art va influint la situació fronterera, sempre mòbil. L'estil europeu anava penetrant la península i anava condicionant progressivament el mudèjar. La posterior conquesta d'Al-Àndalus donà un mudèjar més jove i amb influències directes de l'arquitectura tradicional. Una figura d'importància en el mudèjar és l'obrer o mestre de cases (obrer entès com el mestre de construcció) i el seu món, en contraposició amb l'art de tallar la pedra i els tallistes. El mestre de cases feia servir rajoles, guix, escaiola, maçoneria, fusta, etc. La seua situació de vençut el transformà en mà d'obra barata i en condicions de construir el que li ordenaren els seus clients, que foren esglésies, sinagogues, fortificacions, palaus, etc. Posteriorment, els cristians aprengueren aquesta tradició. Sense trencar amb la modèstia, aquest art pretén donar tota l'animació que pot únicament usant els materials esmentats. Entre els elements típics destaquen: graelles (tipus d'escacs), espines de peix, xicotetes cantonades, arcs cecs, xarxes de rombes (sebka).

## Escoles
En l'art mudèjar destaquen tres escoles:
- Focus lleonès i castellà: els més antics, amb grans influències de l'art romànic. Els seus edificis de rajola ofereixen una decoració amb arcs cecs de mig punt, jocs de requadres amb refonaments i frisos amb dents de serra. En són molt nombroses les esglésies.
- Aragó: amb una personalitat molt característica, sorprèn el seu colorisme que rep l'ús de manises exteriors i els innombrables recursos que extrauen de la rajola. Cal destacar-ne les originals torres d'esglésies.
- Andalusia: a Còrdova es manté l'ús de la pedra, mentre que a Sevilla predomina la rajola, les formes almohades i la construcció de capelles funeràries. Principalment, aquesta escola està representada per esglésies, palaus i sinagogues.

Al segle xix, junt amb altres estils, ressorgeix l'art neomudèjar.

## Obres mudèjars
- Aragó: torres de Terol o de Tarassona; Daroca (Saragossa); palau de l'Aljaferia (Saragossa); i diverses esglésies per tot Aragó.
- Esglésies al voltant del riu Duero.
- Lleó, Sahagun, església de Sant Llorenç, monestirs.
- Monestir de Sant Facund.
- Toledo: església d'Illescas, sinagoga del Tránsito, diverses cases.
- Palau de Tordesillas.
- Àvila: Arévalo, La Lugareja.
- Monestir de Guadalupe.
- Salamanca.
- Alcàsser de Segòvia.
- Alcàsser de Sevilla, casa de Pilatos, Giralda.
- Alcàsser de Còrdova, sinagoga de Còrdova.
- Burgos: Reial monestir de Las Huelgas.
- Torre de l'Alcúdia de Xèrica (País Valencià), d'inspiració mudèjar.